# Дуврское сражение
Морское сражение у Дувра (англ. Battle of Dover, известное также как англ. Battle of Goodwin Sands) — первое сражение Первой Англо-Голландской войны, состоявшееся 19 (29) мая 1652 года между английским флотом под командованием «морского генерала» (англ. General-at-Sea) Роберта Блейка и флотом Объединённых Провинций под командованием адмирал-лейтенанта Мартина Тромпа. Сражение произошло до официального объявления войны и фактически послужило поводом для её объявления.

## Развертывание
В середине мая Тромп с эскадрой из 40 кораблей, среди которых насчитывалось много мелких, был послан в море для защиты голландских судов против английских каперов, действующих на основании принятого в Англии Навигационного акта. Тромп имел приказ по возможности самому не завязывать боя и согласно ему сперва оставался у фламандского побережья. Однако вскоре шторм заставил его искать укрытие около Дувра. Английская эскадра из 8-12 кораблей стояла на рейде в Даунсе (англ. the Downs) под командованием адмирала Бёрна. Тромп послал его приветствовать и сообщить, что шторм вынуждает голландцев отстаиваться под английским берегом. Английский адмирал приказал немедленно покинуть английские воды.
В это время подошёл Блэйк, с эскадрой из 15 кораблей находившийся недалеко за мысом Дандженесс. Тромп не исполнил предложения коменданта Дувра приспустить свой флаг. Он немедленно снялся с якоря, чтобы избежать необходимости салютовать флагу Блэйка, как полагалось. Сделав длинный галс на юго-восток, он после полудня лег под одними марселями на запад. Этот поворот был вызван известием, переданным голландским судном, что несколько голландских «купцов» подходят с запада.
Этот же корабль донес, что у Старт-Пойнт 3 голландских конвоира встретили английский корабль, которому голландский адмирал отсалютовал флагом, но два других корабля этого не сделали. По другой версии, голландцы приспустили флаги недостаточно быстро, что англичане использовали как предлог.
Английский корабль немедленно напал на один из них и захватил его. Все предпосылки для начала боя были налицо.

## Бой
Блэйк приближался к флагману Тромпа кораблю «Brederode» с наветренной стороны. Тромп, желая все же избежать боя, убрал марсели, но не отсалютовал англичанам. Тогда Блэйк приказал дать сначала один выстрел, затем второй по неприятельскому адмиральскому флагу и третий — в борт голландского флагмана. На последний Тромп ответил залпом (по утверждениям голландцев — предупредительным) всем бортом с расстояния пистолетного выстрела. Блэйк сделал поворот через фордевинд и пошёл вдоль борта Тромпа, открыв огонь из орудий и мушкетов. Корабли с обеих сторон последовали примеру своих адмиралов, и четырёхчасовой бой разгорелся по всей линии.
Как только адмирал Бёрн услышал стрельбу, он немедленно пошёл на помощь своему флагману, напав на голландский арьергард. Хотя число голландских судов было больше, чем у англичан, но каждое из них в отдельности уступало английскому противнику.
Сам бой представлял собой типичную для того времени свалку, продолжавшуюся до 8-и часов вечера. Несмотря на численное преимущество, Тромп действовал довольно нерешительно. Его главной заботой было прикрытие приближающегося с Запада торгового конвоя. Голландский флот сильно пострадал, 2 корабля были взяты в плен. С английской стороны был выведен из строя только корабль Блэйка, бывший все время в самой гуще боя.

## Итоги боя
Номинально бой закончился ничьей, однако ночью Тромп счел за лучшее направиться к своим берегам, защищая конвой и уступив поле сражения англичанам. Блэйк получил господство в Канале и стал захватывать все проходящие одиночные голландские суда. В короткое время он захватил 40 призов.
В ходе самого боя он захватил 2 корабля: «Sint Laurens» и «Sint Maria». Первый англичане захватили, но не использовали, второй они вообще бросили, и он позже вернулся в Голландию. Поскольку официально война не была объявлена, Тромп попытался вернуть дипломатическим путём и первый корабль, однако получил категорический отказ Блейка.
Все сражение носило скорее случайный характер, как это часто в те времена бывало у отдельных кораблей и небольших отрядов. Поэтому оба адмирала были привлечены своими правительствами к ответственности. В Англии сражение вызвало большое волнение, побудив объявить войну 10 июля 1652 года.

## Составы эскадр
| Англия (Роберт Блэйк) Английская республика                |        |                                         |                                                         |
| Имя корабля                                                | Орудия | Капитан                                 | Примечания                                              |
| Эскадра Энтони Янга                                        |        |                                         |                                                         |
| President                                                  | 36     | Энтони Янг                              |                                                         |
| Nightingale                                                | 24     | Джейкоб Рейнольдс                       |                                                         |
| Recovery                                                   | 24     | Эдмунд Чэпман                           |                                                         |
| Эскадра Роберта Блейка в Рай-Бэй                           |        |                                         |                                                         |
| James                                                      | 60     | Джон Гилсон                             | флаг Роберта Блэйка                                     |
| Victory                                                    | 52     | Лайонел Лейн                            |                                                         |
| Garland                                                    | 44     | Джон Гиббс                              |                                                         |
| Speaker                                                    | 52     | Джон Коппин                             |                                                         |
| Ruby                                                       | 42     | Энтони Хаулдинг                         |                                                         |
| Sapphire                                                   | 38     | Роберт Моултон-мл.                      |                                                         |
| Worcester                                                  | 42     | Чарльз Тороугуд                         |                                                         |
| Star                                                       | 24     | Роберт Саундерс                         |                                                         |
| Portsmouth                                                 | 36     | Уильям Брэндли                          |                                                         |
| Martin                                                     | 12     |                                         |                                                         |
| Mermaid                                                    | 24     | Ричард Стейнер                          |                                                         |
| Ruben                                                      | 26     |                                         | торговое судно + 3 малых корабля                        |
| Эскадра Нехемии Бёрна в устье Темзы                        |        |                                         |                                                         |
| Andrew                                                     | 56     | Нехемия Бёрн                            |                                                         |
| Triumph                                                    | 62     | Уильям Пенн (во время боя бы на берегу) |                                                         |
| Fairfax                                                    | 52     | Джон Лоусон                             |                                                         |
| Entrance                                                   | 44     |                                         |                                                         |
| Centurion                                                  | 36     |                                         |                                                         |
| Adventuree                                                 | 36     | Эндрю Болл                              |                                                         |
| Assurance                                                  | 40     | Бенджамин Блейк                         |                                                         |
| Greyhound                                                  | 20     | Генри Саутвуд                           |                                                         |
| Seven Brothers                                             | 26     | Роберт Лэнд                             | торговое судно                                          |
| Нидерланды (Мартин Тромп) Республика Соединённых провинций |        |                                         |                                                         |
| Имя корабля                                                | Орудия | Капитан                                 | Примечания                                              |
| Охранение конвоя                                           |        |                                         |                                                         |
| Groningen                                                  | 38     | Joris van der Zaan                      |                                                         |
| Zeelandia                                                  | 34     | Jacob Huyrluyt                          |                                                         |
| Эскадра Адмирала Мартина Тромпа (авангард)                 |        |                                         |                                                         |
| Brederode                                                  | 54     | Maarten Tromp                           | Роттердамское адмиралтейство                            |
| Alexander                                                  | 28     | Jan Maijkers                            | Амстердамское адмиралтейство                            |
| Blauwen Arend                                              | 28     | Dirck Pater                             | Амстердамское адмиралтейство                            |
| Sint Salvador                                              | 34     | Matheeus Corneliszoon                   | Амстердамское адмиралтейство                            |
| Vliegende Faam                                             | 28     | Jacob Corneliszoon Swart                | Амстердамское адмиралтейство                            |
| Arche Troijane                                             | 28     | Abraham van Kampen                      | Амстердамское адмиралтейство                            |
| Kroon Imperiaal                                            | 34     | Cornelis Janszoon Poort                 | Амстердамское адмиралтейство                            |
| Valck                                                      | 28     | Cornelis Janszoon Brouwer               | Амстердамское адмиралтейство                            |
| Prinses Roijaal                                            | 28     | Maarten de Graeff                       | Амстердамское адмиралтейство                            |
| Neptunis                                                   | 34     | Gerrit van Lummen                       | Амстердамское адмиралтейство                            |
| Sint Matheeus                                              | 34     | Cornelis Naeuoogh                       | Амстердамское адмиралтейство                            |
| Prins Maurits                                              | 34     | Nicolaes de With                        | Амстердамское адмиралтейство                            |
| Rozeboom                                                   | 28     | Gerrit Schuyt                           | Амстердамское адмиралтейство                            |
| Engel Gabriel                                              | 28     | Bastiaan Bardoel                        | Амстердамское адмиралтейство                            |
| Witte Lam                                                  | 28     | Cornelis van Houten                     | Амстердамское адмиралтейство                            |
| Gideon van Sardam                                          | 34     | Hector Bardesius                        | Амстердамское адмиралтейство                            |
| Sint Francisco                                             | 28     | Stoffel Juriaenszoon                    | Амстердамское адмиралтейство                            |
| David en Goliad                                            | 34     | Claes Bastiaenszoon Jaarsveld           | Амстердамское адмиралтейство                            |
| Elias                                                      | 34     | Jacob Sijvertsen Spanheijm              | Амстердамское адмиралтейство                            |
| Zwarte Leeuw                                               | 28     | Hendrik de Raedt                        | Амстердамское адмиралтейство                            |
| Sint Maria                                                 | 28     | Sipke Fockes                            | Амстердамское адмиралтейство — захвачен, но позже отбит |
| Groote Liefde                                              | 38     | Bruyn van Seelst                        | Амстердамское адмиралтейство                            |
| Nassouw van den Burgh                                      | 34     | Lambert Pieterszoon                     | Амстердамское адмиралтейство                            |
| Groote Vergulde Fortuijn                                   | 35     | Frederick de Coninck                    | Амстердамское адмиралтейство                            |
| Engel Michiel                                              | 28     | Fredrick Bogaart                        | Амстердамское адмиралтейство                            |
| Vergulde Haan                                              | 30     | Jan le Sage                             | Миддельбургское адмиралтейство                          |
| Goude Leeuw                                                | 30     | Jacob Penssen                           | Миддельбургское адмиралтейство                          |
| Leeuwinne                                                  | 30     | Joannes van Regermorter                 | Миддельбургское адмиралтейство                          |
| Sint Laurens                                               | 30     | Bastiaan Tuynemans                      | Миддельбургское адмиралтейство — захвачен               |
| Witte Lam                                                  | 32     | Jan Tijssen Matheeus                    | Флиссингенский директорат                               |
| Эскадра Контр-адмирала Питера Флориссена (арьергард)       |        |                                         |                                                         |
| Monnikendam                                                | 32     | Pieter Florissen, контр-адмирал         | Норд-Квартерское адмиралтейство                         |
| Wapen van Hoorn                                            | 24     | Pieter Aldertszoon                      | Норд-Квартерское адмиралтейство                         |
| Prins Maurits                                              | 28     | Cornelis Pieterszoon Taenman            | Норд-Квартерское адмиралтейство                         |
| Monnikendam                                                | 24     | Arent Dirckszoon                        | Норд-Квартерское адмиралтейство                         |
| Wapen van Enkhuizen                                        | 30     | Gerrit Femssen                          | Норд-Квартерское адмиралтейство                         |
| Wapen van Alkmaar                                          | 28     | Gerrit Nobel                            | Норд-Квартерское адмиралтейство                         |
| Roode Leeuw                                                | 24     | Reynst Corneliszoon Sevenhuysen         | Норд-Квартерское адмиралтейство                         |
| Peereboom                                                  | 24     | Tijs Sijmonszoon Peereboom              | Норд-Квартерское адмиралтейство                         |
| Huis van Nassau                                            | 28     | Gerrit Munth                            | Норд-Квартерское адмиралтейство                         |
| Alkmaar                                                    | 28     | Jan Warnaertszoon Capelman              | Норд-Квартерское адмиралтейство                         |
| Sampson                                                    | 26     | Willem Ham                              | Норд-Квартерское адмиралтейство                         |
| Stad van Medemblik                                         | 26     | Pieter Schellinger                      | Норд-Квартерское адмиралтейство                         |